# Жанаозен (аеропорт)
43°20′ пн. ш. 52°56′ зх. д. / 43.333° пн. ш. 52.933° зх. д.
Аеропо́рт «Жанаозе́н» — аеропорт міста Жанаозен в Казахстані. Знаходиться в східній частині міста. Колишня назва — Нови́й Узе́нь.
Летовище Жезказган 2 класу, здатне приймати в простих метеоумовах повітряні судна Ан-24, Як-40 та інші більш легкі, а також вертольоти всіх типів.